# Axe Victims
Axe Victims war eine Heavy-Metal-Band aus Wuppertal, die 1982 von Sänger Frank Fanfare und Gitarrist Roland Hag gegründet und 1985 aufgelöst wurde. Die meisten Mitglieder machten als (nur zwischen 2004 und 2010 pausierende) melodiebetonte Metal-Band Universe weiter.

## Geschichte
Anfang 1982 spielten in Wuppertal Frank di Santo alias Frank Fanfare (Gesang) und Roland „Rowland“ Hag (Gitarre) zusammen in einer lokalen Band und beschlossen, gemeinsam professionellere Wege zu beschreiten. Der 18-jährige Holger „Holly“ George (Bass) kam dazu. Diverse weitere Musiker wurden ausprobiert, bis 1983 in Tom Bohn (Gitarre) und Martin Rocco (Schlagzeug) die richtigen Leute gefunden waren. Dass die E-Gitarre in der Musikersprache mitunter „Axt“ genannt wird und die Axt als solche darüber hinaus zum 1980er-Metal-Klischee passte, verbanden sie im Namen „Axe Victims“. Während die Musik von den einzelnen Mitgliedern durchkonzipiert in den Proberaum mitgebracht wurde, wo ihr gemeinsam die letzte Form gegeben wurde, schrieb Frank Fanfare die Texte alleine. Das so entstandene zwei Stücke umfassende Demo wurde im niederländischen Aardschok-Magazin gut besprochen, was zum Plattenvertrag mit dem belgischen Label Mausoleum Records führte. Im November 1983 wurden Studioaufnahmen für das Album Another Victim anberaumt. Es erschien Mitte 1984. Die Musiker überlegten, ob die Singleauskopplung, von der es auch einen Musikclip geben sollte, der Bandfavorit For the Ladies oder das schnelle mit Raumfahrt-Control-Center-Countdown eingeleitete Shoot from the Stars werden sollte. Das klamme Label machte die Erwägung, mit welchem Lied man die Popularität steigern könne, überflüssig, denn es passierte gar nichts in dieser Richtung. Immerhin konnte Axe Victims im Vorprogramm von Uli Jon Roth und Golden Earring vor größerem Publikum auftreten.
Für die zweite LP, Hypnotized, begaben sich die Musiker wieder ins Hermes-Studio nach Kamen. Als Veröffentlichungstermin war Januar 1986 avisiert. Erschienen ist sie allerdings nie. Teilweise wird angegeben, sie sei noch 1985 erschienen, aber niemand habe Notiz von ihr genommen, es habe keine Vorstellung in einem Metal-Magazin gegeben. In The Ultimate Hard Rock Guide Vol I – Europe wird behauptet, dass das Album „nur auf dem Festland und aus unerfindlichen Gründen niemals in Großbritannien veröffentlicht wurde“. In einem Blog wurde spekuliert, dass es eine Eigenproduktion war. Und zu deren Verbreitung konnte es wegen der bereits 1985 vollzogenen Trennung, dieser Theorie folgend, nicht mehr kommen. Der Nachweis der Existenz physischer Hypnotized-Tonträger steht aus. Roland Hag und Martin Rocco schlossen sich der Oldie-Coverband Cash Only an. Von 1986 bis 1989 hatte Hag des Weiteren eine erfolgreiche Phase als Mitglied von Steeler. Frank di Santo, Holger George und Tom Bohn bildeten den Kern der neuen Formation Universe, die dem Musikstil von Axe Victims treu blieb.

## Stil
In der von Mausoleum Records geschalteten Werbeanzeige hieß es: „Power and Melody on their first album“. Als hätte man die Aussage der Annonce übernommen, schrieb der Metal Hammer im Erscheinungsjahr ebenfalls von „Melodie und Power“. Deren Mitarbeiter Paul A. Royd umschrieb den Stil in seiner Rezension nur unwesentlich genauer: „Powerrock mit Melodie und Druck, der von zwei vorwärtstreibenden Gitarristen und einem starken Sänger lebt“. Die vom Musikjournalisten Garry Sharpe-Young initiierte Rock-Datenbank Musicmight/Rockdetector kategorisierte Axe Victims als Heavy-Metal-Gruppe. Im Band Heavy Metal Made in Germany aus dem Hause Iron Pages heißt es, beim Opener Shoot from the Stars sei Speed Metal zu hören, das, was darauf folge, sei jedoch – gleichsam einer Mogelpackung – „melodisch-kommerziell“. So sah es auch Bernard Doe vom Rockmagazin Metal Forces, der sich nur für Shoot from the Stars erwärmen konnte, nicht aber für den restlichen „gemütlichen Hard Rock“ (wörtlich: „pedestrian style hard rock“). Er meinte, für Fans von Accept, besonders aber von AC/DC und Krokus, könnte das Material interessant sein. „Melodic Metal, beeinflusst von AC/DC und Krokus“, lautete die Zusammenfassung im Horror Infernal. Für Holger Stratmann vom Rock Hard war das Album „melodische[r] Heavy Metal“ nach bekanntem Muster (Accept, Def Leppard). Martin Popoff schrieb in The Collector’s Guide of Heavy Metal Volume 2: The Eighties, dass die Band kommerziell klingenden Heavy Metal spielt, mit Gesang der mürrisch klinge und E-Gitarren, die an Accept erinnern würden. Die Website Metal CallOut zählte als „ähnliche Künstler“ auf: Tyran’ Pace, Exxplorer, Atlain, Brainfever, Noisehunter, Black Fate, Westfalen.

## Diskografie
- 1982: Demo ’82 (Demo, Eigenproduktion)
- 1984: Another Victim (Album, Mausoleum Records)